# FC Zwolle in het seizoen 2005/06
Het seizoen 2005/2006 is het 95e jaar in het bestaan van de Zwolse voetbalclub FC Zwolle. De club komt uit in de Eerste divisie. Door het binnenhalen van de tweede periodetitel plaatste de club zich voor de play-offs. Daarin wordt FC Zwolle in de tweede ronde uitgeschakeld door Willem II. Ook was er de deelname aan de KNVB beker. Daarin werd de club in de tweede ronde uitgeschakeld.

## Wedstrijdstatistieken

### Oefenduels
| Datum + plaats  | Wedstrijd                         | Uitslag        | Scoreverloop |
| --------------- | --------------------------------- | -------------- | --- |
| 16 juli 2005    | VV Lemelerveld (ama) – FC Zwolle  | 2 – 8 (1 – 3)  | 3 doelpunten: Tom IJzerman 1 doelpunt: Tjeerd Korf, Dion Esajas, Ruud Berger, Erik Stolte, Dennis van der Wal                                                        |
| 20 juli 2005    | ADO Den Haag – FC Zwolle          | 1 – 0 (1 – 0)  | – |
| 23 juli 2005    | VV Olympia '28 (ama) – FC Zwolle  | 0 – 12 (0 – 2) | 4 doelpunten: Ruud Berger 2 doelpunten: Jordy Zuidam 1 doelpunt: Dennis van der Wal, Ivar van Dinteren, Tom IJzerman, Dominggus Lim-Duan, Dion Esajas Eigen doelpunt |
| 26 juli 2005    | Regioteam – FC Zwolle             | 0 – 7 (0 – 4)  | 4 doelpunten: Tom IJzerman 1 doelpunt: Ronald Hoek, Dennis van der Wal, Ivar van Dinteren                                                                            |
| 29 juli 2005    | FC Zwolle – Al-Jazira Club        | 4 – 1 (1 – 0)  | 2 doelpunten: Ruud Berger 1 doelpunt: Harvey Bischop, Tjeerd Korf |
| 3 augustus 2005 | FC Zwolle – N.E.C.                | 0 – 1 (0 – 1)  | – |
|                 |                                   |                | |
| 3 januari 2006  | Go Ahead Kampen (ama) – FC Zwolle | 0 – 2 (0 – 1)  | Santi Kolk, Remco Schol |
| 6 januari 2006  | RKC Waalwijk – FC Zwolle          | 2 – 1 (1 – 0)  | Harvey Bischop |
| 13 mei 2006     | MVV Alcides (ama) – FC Zwolle     | 0 – 5 (0 – 2)  | 2 doelpunten: Dion Esajas 1 doelpunt: Tjeerd Korf, Santi Kolk, Raymond Fafiani                                                                                       |
| 20 mei 2006     | SV Zwolle (ama) – FC Zwolle       | 1 – 4 (0 – 1)  | Ronald Breinburg, Santi Kolk, Dion Esajas, Jos Hooiveld |

### Eerste divisie
| 1e speelronde | FC Zwolle                                                                                              | 1 – 1 (0 – 0) | FC Volendam                                                                               | Opstelling FC Zwolle: |
| 12 augustus 2005 Plaats: Zwolle Oosterenkstadion Toeschouwers: 3.250 Scheidsrechter: Hessel Steegstra             | Ruud Berger 82'                                                                                        |               | 75' Jeroen Ketting                                                                        |                       |
| 2e speelronde | FC Dordrecht                                                                                           | 2 – 2 (1 – 0) | FC Zwolle                                                                                 | Opstelling FC Zwolle: |
| 19 augustus 2005 Plaats: Dordrecht Stadion Krommedijk Toeschouwers: 1.942 Scheidsrechter: Richard Liesveld        | Cecilio Lopes 26' Gérard de Nooijer 69'                                                                |               | 49' Tom IJzerman 54' Ruud Berger                                                          |                       |
| 3e speelronde | FC Zwolle                                                                                              | 2 – 1 (1 – 1) | BV Veendam                                                                                | Opstelling FC Zwolle: |
| 22 augustus 2005 Plaats: Zwolle Oosterenkstadion Toeschouwers: 2.863 Scheidsrechter: Raymond van Meenen           | Ruud Berger 38' Ruud Berger 89'                                                                        |               | 7' Ruben Schaken                                                                          |                       |
| 4e speelronde | FC Eindhoven                                                                                           | 5 – 0 (3 – 0) | FC Zwolle                                                                                 | Opstelling FC Zwolle: |
| 26 augustus 2005 Plaats: Eindhoven Jan Louwersstadion Toeschouwers: 1.851 Scheidsrechter: Bas de Groot            | Jeroen van de Kerkhof 6' Jeroen van de Kerkhof 32' Adnan Barakat 41' Otman Bakkal 69' Otman Bakkal 71' |               |                                                                                           |                       |
| 5e speelronde | FC Zwolle                                                                                              | 0 – 0         | FC Den Bosch                                                                              | Opstelling FC Zwolle: |
| 29 augustus 2005 Plaats: Zwolle Oosterenkstadion Toeschouwers: 2.650 Scheidsrechter: Mike van der Roest           | |               |                                                                                           |                       |
| 6e speelronde | Excelsior                                                                                              | 2 – 1 (0 – 0) | FC Zwolle                                                                                 | Opstelling FC Zwolle: |
| 2 september 2005 Plaats: Rotterdam Stadion Woudestein Toeschouwers: 1.956 Scheidsrechter: Pieter Vink             | Marinus Dijkhuizen 62' Marinus Dijkhuizen 67'                                                          |               | 81' (pen) Jordy Zuidam                                                                    |                       |
| 7e speelronde | FC Zwolle                                                                                              | 4 – 0 (2 – 0) | Go Ahead Eagles                                                                           | Opstelling FC Zwolle: |
| 11 september 2005 Plaats: Zwolle Oosterenkstadion Toeschouwers: 3.492 Scheidsrechter: Dick Jol                    | Ivar van Dinteren 12' Tjeerd Korf 31' Dion Esajas 79' Dion Esajas 90'                                  | IJsselderby   |                                                                                           |                       |
| 8e speelronde | Stormvogels Telstar                                                                                    | 1 – 3 (0 – 1) | FC Zwolle                                                                                 | Opstelling FC Zwolle: |
| 16 september 2005 Plaats: Velsen-Zuid Sportpark Schoonenberg Toeschouwers: 1.350 Scheidsrechter: Richard Liesveld | Marcio Junqueira 70'                                                                                   |               | 14' Stefan Jansen 75' Santi Kolk 84' Ivar van Dinteren                                    |                       |
| 9e speelronde | FC Zwolle                                                                                              | 1 – 0 (0 – 0) | Cambuur Leeuwarden                                                                        | Opstelling FC Zwolle: |
| 25 september 2005 Plaats: Zwolle Oosterenkstadion Toeschouwers: 2.562 Scheidsrechter: Henk Slager                 | Ivar van Dinteren 46'                                                                                  |               |                                                                                           |                       |
| 10e speelronde | FC Emmen                                                                                               | 0 – 2 (0 – 1) | FC Zwolle                                                                                 | Opstelling FC Zwolle: |
| 30 september 2005 Plaats: Emmen Stadion Meerdijk Toeschouwers: 4.750 Scheidsrechter: Ed Janssen                   | |               | 34' Jordy Zuidam 86' Tjeerd Korf                                                          |                       |
| 11e speelronde | FC Zwolle                                                                                              | 3 – 0 (1 – 0) | Helmond Sport                                                                             | Opstelling FC Zwolle: |
| 3 oktober 2005 Plaats: Zwolle Oosterenkstadion Toeschouwers: 3.516 Scheidsrechter: Bas Nijhuis                    | Santi Kolk 13' Mauro Almeida 76' Santi Kolk 90'                                                        |               |                                                                                           |                       |
| 12e speelronde | FC Omniworld                                                                                           | 0 – 1 (0 – 1) | FC Zwolle                                                                                 | Opstelling FC Zwolle: |
| 6 oktober 2005 Plaats: Almere Mitsubishi Forkliftstadion Toeschouwers: 2.381 Scheidsrechter: Hessel Steegstra     | |               | 34' Santi Kolk                                                                            |                       |
| 13e speelronde | FC Zwolle                                                                                              | 1 – 1 (0 – 1) | VVV-Venlo                                                                                 | Opstelling FC Zwolle: |
| 14 oktober 2005 Plaats: Zwolle Oosterenkstadion Toeschouwers: 4.803 Scheidsrechter: Kevin Blom                    | Mauro Almeida 72'                                                                                      |               | 3' Rik Platvoet                                                                           |                       |
| 14e speelronde | Fortuna Sittard                                                                                        | 0 – 2 (0 – 0) | FC Zwolle                                                                                 | Opstelling FC Zwolle: |
| 21 oktober 2005 Plaats: Sittard Wagner & Partners-stadion Toeschouwers: 2.400 Scheidsrechter: Roelof Luinge       | |               | 68' Ivar van Dinteren 90' Santi Kolk                                                      |                       |
| 15e speelronde | FC Zwolle                                                                                              | 2 – 3 (1 – 1) | TOP Oss                                                                                   | Opstelling FC Zwolle: |
| 28 oktober 2005 Plaats: Zwolle Oosterenkstadion Toeschouwers: 3.950 Scheidsrechter: Michel Winter                 | Santi Kolk 23' Santi Kolk 90'                                                                          |               | 7' Reginald Faria 75' Reginald Faria 90+' Charles Kazlauskas                              |                       |
| 16e speelronde | AGOVV Apeldoorn                                                                                        | 1 – 4 (0 – 1) | FC Zwolle                                                                                 | Opstelling FC Zwolle: |
| 4 november 2005 Plaats: Apeldoorn Stadion Berg & Bos Toeschouwers: 2.500 Scheidsrechter: Ruud Bossen              | Ruud ter Heide 62'                                                                                     |               | 45' Dion Esajas 55' Dion Esajas 70' (pen) Jordy Zuidam 88' Wesley Zandstra                |                       |
| 17e speelronde | Haarlem                                                                                                | 1 – 0 (1 – 0) | FC Zwolle                                                                                 | Opstelling FC Zwolle: |
| 11 november 2005 Plaats: Haarlem Haarlemstadion Toeschouwers: 1.600 Scheidsrechter: Mario Diks                    | Arnoud van Toor 18'                                                                                    |               |                                                                                           |                       |
| 18e speelronde | FC Zwolle                                                                                              | 4 – 1 (2 – 0) | MVV                                                                                       | Opstelling FC Zwolle: |
| 18 november 2005 Plaats: Zwolle Oosterenkstadion Toeschouwers: 3.448 Scheidsrechter: Ed Janssen                   | Tjeerd Korf 4' Santi Kolk 20' Jordy Zuidam (pen) 59' Mauro Almeida 77'                                 |               |                                                                                           |                       |
| 19e speelronde | BV Veendam                                                                                             | 2 – 2 (0 – 1) | FC Zwolle                                                                                 | Opstelling FC Zwolle: |
| 28 november 2005 Plaats: Veendam De Langeleegte Toeschouwers: 2.800 Scheidsrechter: Pol van Boekel                | Martin Drent 58' Emmerik De Vriese 84'                                                                 |               | 3' Stefan Jansen 63' Tjeerd Korf                                                          |                       |
| 20e speelronde | FC Zwolle                                                                                              | 2 – 1 (1 – 0) | FC Eindhoven                                                                              | Opstelling FC Zwolle: |
| 2 december 2005 Plaats: Zwolle Oosterenkstadion Toeschouwers: 2.914 Scheidsrechter: Hessel Steegstra              | Tjeerd Korf 15' Mauro Almeida 51'                                                                      |               | 61' Henny Noyen                                                                           |                       |
| 21e speelronde | De Graafschap                                                                                          | 4 – 3 (3 – 0) | FC Zwolle                                                                                 | Opstelling FC Zwolle: |
| 6 december 2005 Plaats: Doetinchem Stadion De Vijverberg Toeschouwers: 7.400 Scheidsrechter: Ruud Bossen          | Donny de Groot 16' Patrick Ax 21' Jeffrey de Visscher 28' Yannick Salem 87'                            |               | 54' Santi Kolk 75' Raymond Fafiani 85' Dion Esajas                                        |                       |
| 22e speelronde | FC Volendam                                                                                            | 1 – 1 (0 – 0) | FC Zwolle                                                                                 | Opstelling FC Zwolle: |
| 9 december 2005 Plaats: Volendam Krasstadion Toeschouwers: 2.685 Scheidsrechter: Richard Liesveld                 | Kees Kwakman 74'                                                                                       |               | 62' Jos Hooiveld                                                                          |                       |
| 23e speelronde | FC Zwolle                                                                                              | 0 – 1 ( – 0)  | FC Dordrecht                                                                              | Opstelling FC Zwolle: |
| 16 december 2005 Plaats: Zwolle Oosterenkstadion Toeschouwers: 2.913 Scheidsrechter: Raymond van Meenen           | |               | 81' Eddy Putter                                                                           |                       |
| 24e speelronde | FC Den Bosch                                                                                           | 2 – 1 (2 – 0) | FC Zwolle                                                                                 | Opstelling FC Zwolle: |
| 23 december 2005 Plaats: 's-Hertogenbosch Stadion De Vliert Toeschouwers: 3.374 Scheidsrechter: Peter van Dongen  | Jaap Davids 3' Berry Powel 32'                                                                         |               | 90' Arco Jochemsen                                                                        |                       |
| 25e speelronde | FC Zwolle                                                                                              | 0 – 5 (0 – 3) | Excelsior                                                                                 | Opstelling FC Zwolle: |
| 13 januari 2006 Plaats: Zwolle Oosterenkstadion Toeschouwers: 3.654 Scheidsrechter: Pol van Boekel                | |               | 11' Damien Hertog 18' Johan Voskamp 23' Damien Hertog 51' Andwelé Slory 90' Andwelé Slory |                       |
| 26e speelronde | Go Ahead Eagles                                                                                        | 1 – 1 (1 – 1) | FC Zwolle                                                                                 | Opstelling FC Zwolle: |
| 22 januari 2006 Plaats: Deventer De Adelaarshorst Toeschouwers: 4.656 Scheidsrechter: Kevin Blom                  | Sjors Brugge 20'                                                                                       | IJsselderby   | 38' Santi Kolk                                                                            |                       |
| 27e speelronde | FC Zwolle                                                                                              | 2 – 2 (0 – 2) | Stormvogels Telstar                                                                       | Opstelling FC Zwolle: |
| 27 januari 2006 Plaats: Zwolle Oosterenkstadion Toeschouwers: 2.356 Scheidsrechter: Mike van der Roest            | Santi Kolk 72' Santi Kolk 89'                                                                          |               | 15' Ronny van Es 21' Ronny van Es                                                         |                       |
| 28e speelronde | FC Zwolle                                                                                              | 3 – 0 (0 – 0) | Fortuna Sittard                                                                           | Opstelling FC Zwolle: |
| 10 februari 2006 Plaats: Zwolle Oosterenkstadion Toeschouwers: 2.734 Scheidsrechter: Raymond van Meenen           | Dion Esajas 54' Stefan Jansen 57' Santi Kolk 72'                                                       |               |                                                                                           |                       |
| 29e speelronde | VVV-Venlo                                                                                              | 1 – 0 (0 – 0) | FC Zwolle                                                                                 | Opstelling FC Zwolle: |
| 13 februari 2006 Plaats: Venlo De Koel Toeschouwers: 3.350 Scheidsrechter: Jack van Hulten                        | Dirk-Jan Derksen 60'                                                                                   |               |                                                                                           |                       |
| 30e speelronde | Cambuur Leeuwarden                                                                                     | 0 – 0         | FC Zwolle                                                                                 | Opstelling FC Zwolle: |
| 17 februari 2006 Plaats: Leeuwarden Cambuurstadion Toeschouwers: 3.670 Scheidsrechter: Ed Janssen                 | |               |                                                                                           |                       |
| 31e speelronde | FC Zwolle                                                                                              | 1 – 0 (1 – 0) | FC Emmen                                                                                  | Opstelling FC Zwolle: |
| 24 februari 2006 Plaats: Zwolle Oosterenkstadion Toeschouwers: 3.516 Scheidsrechter: Michel Winter                | Santi Kolk 39'                                                                                         |               |                                                                                           |                       |
| 32e speelronde | Helmond Sport                                                                                          | 2 – 1 (0 – 0) | FC Zwolle                                                                                 | Opstelling FC Zwolle: |
| 3 maart 2006 Plaats: Helmond Stadion De Braak Toeschouwers: 2.243 Scheidsrechter: Richard Liesveld                | Sandro Calabro 59' Sandro Calabro 84'                                                                  |               | 90' Charlie van den Ouweland                                                              |                       |
| 33e speelronde | FC Zwolle                                                                                              | 2 – 1 (1 – 1) | FC Omniworld                                                                              | Opstelling FC Zwolle: |
| 10 maart 2006 Plaats: Zwolle Oosterenkstadion Toeschouwers: 2.683 Scheidsrechter: Bas de Groot                    | Stefan Jansen 35' Santi Kolk 53'                                                                       |               | 14' Sjoerd Ars                                                                            |                       |
| 34e speelronde | TOP Oss                                                                                                | 2 – 1 (1 – 0) | FC Zwolle                                                                                 | Opstelling FC Zwolle: |
| 13 maart 2006 Plaats: Oss Frans Heesenstadion Toeschouwers: 1.134 Scheidsrechter: Pol van Boekel                  | Dave Zafarin 41' Martijn van Galen 51'                                                                 |               | 84' Santi Kolk                                                                            |                       |
| 35e speelronde | FC Zwolle                                                                                              | 1 – 3 (0 – 2) | AGOVV Apeldoorn                                                                           | Opstelling FC Zwolle: |
| 17 maart 2006 Plaats: Zwolle Oosterenkstadion Toeschouwers: 3.215 Scheidsrechter: Jan Wegereef                    | Santi Kolk 56'                                                                                         |               | 12' (e.d.) Stefan Teelen 34' Ruud ter Heide 72' Gonzalo Manuel Garcia Garcia              |                       |
| 36e speelronde | FC Zwolle                                                                                              | 1 – 0 (1 – 0) | HFC Haarlem                                                                               | Opstelling FC Zwolle: |
| 24 maart 2006 Plaats: Zwolle Oosterenkstadion Toeschouwers: 2.163 Scheidsrechter: Peter van Dongen                | Dennis van der Wal 36'                                                                                 |               |                                                                                           |                       |
| 37e speelronde | MVV | 2 – 0 (1 – 0) | FC Zwolle                                                                                 | Opstelling FC Zwolle: |
| 31 maart 2006 Plaats: Maastricht De Geusselt Toeschouwers: 4.304 Scheidsrechter: Debock (Belg)                    | Tom van Bergen 9' Damien Miceli 85'                                                                    |               |                                                                                           |                       |
| 38e speelronde | FC Zwolle                                                                                              | 2 – 3 (1 – 1) | De Graafschap                                                                             | Opstelling FC Zwolle: |
| 7 april 2006 Plaats: Zwolle Oosterenkstadion Toeschouwers: 5.430 Scheidsrechter: Dick Jol                         | Santi Kolk 4' Raymond Fafiani 57'                                                                      |               | 14' Donny de Groot 46' Jhon van Beukering 78' Donny de Groot                              |                       |

### KNVB beker
| 1e ronde | Nijenrodes                            | 0 – 7 (0 – 3) | FC Zwolle | Opstelling FC Zwolle: |
| 9 augustus 2005 Aanvangstijd: 18:30 uur Plaats: Breukelen Sportpark Broekdijk-Oost Toeschouwers: 350 Scheidsrechter: Henk Slager |                                       |               | 12' Ruud Berger 17' Ruud Berger 32' Ivar van Dinteren 60' Ruud Berger 66' Ruud Berger 81' Tjeerd Korf 89' Tjeerd Korf | Niet bekend |
| 2e ronde | FC Zwolle                             | 2 – 4 (0 – 3) | NAC Breda | Opstelling FC Zwolle: |
| 21 september 2005 Aanvangstijd: 18:30 uur Plaats: Zwolle Oosterenkstadion Toeschouwers: 2.453 Scheidsrechter: Pol van Boekel     | Ivar van Dinteren 67' Tjeerd Korf 90' |               | 10' Johan Vonlanthen 21' Pierre van Hooijdonk 32' Arne Slot 46' Arne Slot                                             | Boer; Zandstra, Almeida, Hooiveld (81' Jochemsen), Bischop, Rossen, Kolk (68' Esajas), Zuidam, Jansen, Van Dinteren (45' Korf), Fafiani |

## Selectie en technische staf

### Selectie 2005/06
| Nr.           |                    | Naam                     | Competitie | Competitie | Beker      | Beker      | Play-offs  | Play-offs  | Totaal     | Totaal     | Contract   | Seizoen    | Vorige club           | Debuut            |
| Nr.           | W                  | Naam                     |            | W          |            | W          |            | W          |            |            | Contract   | Seizoen    | Vorige club           | Debuut            |
| Doelmannen    | Doelmannen         | Doelmannen               | Doelmannen | Doelmannen | Doelmannen | Doelmannen | Doelmannen | Doelmannen | Doelmannen | Doelmannen | Doelmannen | Doelmannen | Doelmannen            | Doelmannen        |
| ------------- | ------------------ | ------------------------ | ---------- | ---------- | ---------- | ---------- | ---------- | ---------- | ---------- | ---------- | ---------- | ---------- | --------------------- | ----------------- |
| -             | Vlag van Nederland | Theo Brack               | 0          | 0          | 0          | 0          | 0          | 0          | 0          | 0          | -          | 2e         | N.E.C.                | -                 |
| -             | Vlag van Nederland | Diederik Boer            | 38         | 0          | 1          | 0          | 0          | 0          | 39         | 0          | -          | 5e         | Jeugd                 | 8 maart 2003      |
| Verdedigers   |                    |                          |            |            |            |            |            |            |            |            |            |            |                       |                   |
| -             | Vlag van Portugal  | Mauro Almeida            | 26         | 4          | 1          | 0          | 0          | 0          | 27         | 4          | -          | 3e         | CF Estrela da Amadora | 28 januari 2004   |
| -             | Vlag van Nederland | Harvey Bischop           | 23         | 0          | 1          | 0          | 0          | 0          | 24         | 0          | -          | 2e         | SC Cambuur            | 13 augustus 2004  |
| -             | Vlag van Nederland | Ronald Breinburg         | 11         | 0          | 0          | 0          | 0          | 0          | 11         | 0          | -          | 2e         | FC Volendam           | 13 augustus 2004  |
| -             | Vlag van Nederland | Jos Hooiveld             | 31         | 1          | 1          | 0          | 0          | 0          | 32         | 1          | Huur       | 2e         | sc Heerenveen         | 18 februari 2005  |
| -             | Vlag van Nederland | Etiënne Reijnen          | 1          | 0          | 0          | 0          | 0          | 0          | 1          | 0          | -          | 1e         | Jeugd                 | 24 maart 2006     |
| -             | Vlag van Nederland | Remco Schol              | 27         | 0          | 0          | 0          | 0          | 0          | 27         | 0          | -          | 7e         | VVV-Venlo             | 16 augustus 1999  |
| -             | Vlag van België    | Stefan Teelen            | 18         | 0          | 0          | 0          | 0          | 0          | 18         | 0          | -          | 2e         | KVV Heusden-Zolder    | 29 augustus 2004  |
| -             | Vlag van Nederland | Dennis van der Wal       | 9          | 1          | 0          | 0          | 0          | 0          | 9          | 1          | -          | 2e         | Jeugd                 | 14 maart 2005     |
| -             | Vlag van Nederland | Jurrian IJzebrink        | 0          | 0          | 0          | 0          | 0          | 0          | 0          | 0          | -          | 1e         | Jeugd                 | -                 |
| -             | Vlag van Nederland | Wesley Zandstra          | 31         | 1          | 1          | 0          | 0          | 0          | 32         | 1          | -          | 1e         | ADO Den Haag          | 12 augustus 2005  |
| Middenvelders |                    |                          |            |            |            |            |            |            |            |            |            |            |                       |                   |
| -             | Vlag van Nederland | Ruud Berger              | 5          | 4          | 1          | 4          | 0          | 0          | 6          | 8          | -          | 2e         | FC Emmen              | 13 augustus 2004  |
| -             | Vlag van Nederland | Ivar van Dinteren        | 26         | 4          | 2          | 2          | 0          | 0          | 28         | 6          | -          | 3e         | RKC Waalwijk          | 17 augustus 2003  |
| -             | Vlag van Portugal  | João Santos Flores       | 0          | 0          | 0          | 0          | 0          | 0          | 0          | 0          | -          | 2e         | Amora FC              | 13 augustus 2004  |
| -             | Vlag van Nederland | Arco Jochemsen           | 26         | 1          | 1          | 0          | 0          | 0          | 27         | 1          | -          | 2e         | FC Twente             | 13 augustus 2004  |
| -             | Vlag van Nederland | Anco Jansen              | 1          | 0          | 0          | 0          | 0          | 0          | 1          | 0          | -          | 1e         | Jeugd                 | 24 maart 2006     |
| -             | Vlag van Nederland | Ronald Hoek              | 0          | 0          | 0          | 0          | 0          | 0          | 0          | 0          | -          | 1e         | Jeugd                 | -                 |
| -             | Vlag van Nederland | Hermen Hogenkamp         | 8          | 0          | 0          | 0          | 0          | 0          | 8          | 0          | -          | 3e         | Jeugd                 | 14 december 2003  |
| -             | Vlag van Nederland | Charlie van den Ouweland | 13         | 1          | 0          | 0          | 0          | 0          | 13         | 1          | Huur       | 1e         | Roda JC Kerkrade      | 13 januari 2006   |
| -             | Vlag van Nederland | Ivo Rossen               | 32         | 0          | 1          | 0          | 0          | 0          | 33         | 0          | -          | 1e         | Go Ahead Eagles       | 19 augustus 2005  |
| -             | Vlag van Nederland | Tom IJzerman             | 9          | 1          | 0          | 0          | 0          | 0          | 9          | 1          | -          | 2e         | Jeugd                 | 12 augustus 2005  |
| -             | Vlag van Nederland | Jordy Zuidam             | 36         | 4          | 1          | 0          | 0          | 0          | 37         | 4          | -          | 1e         | FC Utrecht            | 12 augustus 2005  |
| Aanvallers    |                    |                          |            |            |            |            |            |            |            |            |            |            |                       |                   |
| -             | Vlag van Nederland | Dion Esajas              | 27         | 6          | 1          | 0          | 0          | 0          | 28         | 6          | -          | 2e         | FC Volendam           | 13 augustus 2004  |
| -             | Vlag van Nederland | Raymond Fafiani          | 22         | 2          | 1          | 0          | 0          | 0          | 23         | 2          | -          | 1e         | FC Twente             | 16 september 2005 |
| -             | Vlag van Nederland | Stefan Jansen            | 25         | 4          | 1          | 0          | 0          | 0          | 26         | 4          | -          | 1e         | SW Bregenz            | 11 september 2005 |
| -             | Vlag van Nederland | Santi Kolk               | 29         | 18         | 1          | 0          | 0          | 0          | 30         | 18         | -          | 1e         | Excelsior             | 2 september 2005  |
| -             | Vlag van Nederland | Tjeerd Korf              | 37         | 5          | 2          | 3          | 0          | 0          | 39         | 8          | -          | 4e         | Jeugd                 | 15 maart 2003     |
| -             | Vlag van Nederland | Dominggus Lim-Duan       | 2          | 0          | 0          | 0          | 0          | 0          | 2          | 0          | -          | 6e         | Jeugd                 | 21 augustus 2000  |
| -             | Vlag van Nederland | Erik Stolte              | 0          | 0          | 0          | 0          | 0          | 0          | 0          | 0          | -          | 2e         | Jeugd                 | 17 april 2005     |
| Nr.           |                    | Naam                     | W          |            | W          |            | W          |            | W          |            | Contract   | Seizoen    | Vorige club           | Debuut            |
| Nr.           | Competitie         | Competitie               | Beker      | Beker      | Play-offs  | Play-offs  | Totaal     | Totaal     |            |            | Contract   | Seizoen    | Vorige club           | Debuut            |

### Technische staf
| Naam              | Functie        |
| ----------------- | -------------- |
| Harry Sinkgraven  | Trainer/Coach  |
| Raymond Vissers   | Keeperstrainer |
| Erwin Vloedgraven | Verzorger      |
| Arthur Vennik     | Fysiotherapeut |
| Wim de Weerdt     | Teambegeleider |

## Statistieken FC Zwolle 2005/2006

### Eindstand FC Zwolle in de Nederlandse Eerste divisie 2005 / 2006
| Stand | Gespeeld | Gewonnen | Gelijk | Verloren | Punten | Doelpunten voor | Doelpunten tegen | Gele kaarten | Rode kaarten |
| ----- | -------- | -------- | ------ | -------- | ------ | --------------- | ---------------- | ------------ | ------------ |
| 12e   | 38       | 15       | 9      | 14       | 54     | 57              | 52               | 52           | 2            |

### Topscorers
| #      | Naam                     | Goal |
| ------ | ------------------------ | ---- |
| 1.     | Santi Kolk               | 18   |
| 2.     | Dion Esajas              | 6    |
| 3.     | Tjeerd Korf              | 5    |
| 4.     | Mauro Almeida            | 4    |
| 4.     | Ruud Berger              | 4    |
| 4.     | Ivar van Dinteren        | 4    |
| 4.     | Stefan Jansen            | 4    |
| 4.     | Jordy Zuidam             | 4    |
| 9.     | Raymond Fafiani          | 2    |
| 10.    | Jos Hooiveld             | 1    |
| 10.    | Arco Jochemsen           | 1    |
| 10.    | Charlie van den Ouweland | 1    |
| 10.    | Tom IJzerman             | 1    |
| 10.    | Dennis van der Wal       | 1    |
| 10.    | Wesley Zandstra          | 1    |
| Totaal | Totaal                   | 57   |

| #      | Naam              | Goal |
| ------ | ----------------- | ---- |
| 1.     | Ruud Berger       | 4    |
| 2.     | Tjeerd Korf       | 3    |
| 3.     | Ivar van Dinteren | 2    |
| Totaal | Totaal            | 9    |

| #      | Naam               | Goal |
| ------ | ------------------ | ---- |
| 1.     | Tom IJzerman       | 8    |
| 2.     | Ruud Berger        | 7    |
| 3.     | Dion Esajas        | 5    |
| 4.     | Tjeerd Korf        | 3    |
| 4.     | Dennis van der Wal | 3    |
| 6.     | Harvey Bischop     | 2    |
| 6.     | Ivar van Dinteren  | 2    |
| 6.     | Santi Kolk         | 2    |
| 6.     | Jordy Zuidam       | 2    |
| 10.    | Ronald Breinburg   | 1    |
| 10.    | Raymond Fafiani    | 1    |
| 10.    | Ronald Hoek        | 1    |
| 10.    | Jos Hooiveld       | 1    |
| 10.    | Dominggus Lim-Duan | 1    |
| 10.    | Remco Schol        | 1    |
| 10.    | Erik Stolte        | 1    |
| Totaal | Totaal             | 41   |

### Kaarten
| #      | Naam               |    |
| ------ | ------------------ | -- |
| 1.     | Jos Hooiveld       | 6  |
| 2.     | Ronald Breinburg   | 5  |
| 2.     | Santi Kolk         | 5  |
| 4.     | Ivo Rossen         | 4  |
| 4.     | Remco Schol        | 4  |
| 4.     | Jordy Zuidam       | 4  |
| 7.     | Mauro Almeida      | 3  |
| 7.     | Diederik Boer      | 3  |
| 7.     | Arco Jochemsen     | 3  |
| 7.     | Wesley Zandstra    | 3  |
| 11.    | Ruud Berger        | 2  |
| 11.    | Harvey Bischop     | 2  |
| 11.    | Tjeerd Korf        | 2  |
| 14.    | Ivar van Dinteren  | 1  |
| 14.    | Raymond Fafiani    | 1  |
| 14.    | Hermen Hogenkamp   | 1  |
| 14.    | Stefan Jansen      | 1  |
| 14.    | Stefan Teelen      | 1  |
| 14.    | Dennis van der Wal | 1  |
| Totaal | Totaal             | 52 |

| #      | Naam        |   |
| ------ | ----------- | - |
| 1.     | Geen speler | 0 |
| Totaal | Totaal      | 0 |

| #      | Naam          |   |
| ------ | ------------- | - |
| 1.     | Mauro Almeida | 1 |
| 1.     | Remco Schol   | 1 |
| Totaal | Totaal        | 2 |

### Punten per speelronde
| Speelronde | 1 | 2 | 3 | 4 | 5 | 6 | 7 | 8 | 9 | 10 | 11 | 12 | 13 | 14 | 15 | 16 | 17 | 18 | 19 | 20 | 21 | 22 | 23 | 24 | 25 | 26 | 27 | 28 | 29 | 30 | 31 | 32 | 33 | 34 | 35 | 36 | 37 | 38 |
| ---------- | - | - | - | - | - | - | - | - | - | -- | -- | -- | -- | -- | -- | -- | -- | -- | -- | -- | -- | -- | -- | -- | -- | -- | -- | -- | -- | -- | -- | -- | -- | -- | -- | -- | -- | -- |
| Punten     | 1 | 1 | 3 | 0 | 1 | 0 | 3 | 3 | 3 | 3  | 3  | 3  | 1  | 3  | 0  | 3  | 0  | 3  | 1  | 3  | 0  | 1  | 0  | 0  | 0  | 1  | 1  | 3  | 0  | 1  | 3  | 0  | 3  | 0  | 0  | 3  | 0  | 0  |

### Punten na speelronde
| Speelronde | 1 | 2 | 3 | 4 | 5 | 6 | 7 | 8  | 9  | 10 | 11 | 12 | 13 | 14 | 15 | 16 | 17 | 18 | 19 | 20 | 21 | 22 | 23 | 24 | 25 | 26 | 27 | 28 | 29 | 30 | 31 | 32 | 33 | 34 | 35 | 36 | 37 | 38 |
| ---------- | - | - | - | - | - | - | - | -- | -- | -- | -- | -- | -- | -- | -- | -- | -- | -- | -- | -- | -- | -- | -- | -- | -- | -- | -- | -- | -- | -- | -- | -- | -- | -- | -- | -- | -- | -- |
| Punten     | 1 | 2 | 5 | 5 | 6 | 6 | 9 | 12 | 15 | 18 | 21 | 24 | 25 | 28 | 28 | 31 | 31 | 34 | 35 | 38 | 38 | 39 | 39 | 39 | 39 | 40 | 41 | 44 | 44 | 45 | 48 | 48 | 51 | 51 | 51 | 54 | 54 | 54 |

### Stand na speelronde
| Speelronde | 1   | 2   | 3  | 4   | 5   | 6   | 7   | 8  | 9  | 10 | 11 | 12 | 13 | 14 | 15 | 16 | 17 | 18 | 19 | 20 | 21 | 22 | 23 | 24 | 25 | 26 | 27 | 28 | 29 | 30 | 31 | 32 | 33 | 34 | 35  | 36  | 37  | 38  |
| ---------- | --- | --- | -- | --- | --- | --- | --- | -- | -- | -- | -- | -- | -- | -- | -- | -- | -- | -- | -- | -- | -- | -- | -- | -- | -- | -- | -- | -- | -- | -- | -- | -- | -- | -- | --- | --- | --- | --- |
| Stand      | 10e | 12e | 6e | 10e | 10e | 13e | 12e | 7e | 7e | 7e | 6e | 4e | 5e | 4e | 5e | 5e | 5e | 5e | 5e | 4e | 5e | 5e | 5e | 7e | 8e | 7e | 7e | 7e | 8e | 8e | 8e | 9e | 9e | 9e | 10e | 10e | 11e | 12e |

### Doelpunten per speelronde
| Speelronde | 1 | 2 | 3 | 4 | 5 | 6 | 7 | 8 | 9 | 10 | 11 | 12 | 13 | 14 | 15 | 16 | 17 | 18 | 19 | 20 | 21 | 22 | 23 | 24 | 25 | 26 | 27 | 28 | 29 | 30 | 31 | 32 | 33 | 34 | 35 | 36 | 37 | 38 | Totaal |
| ---------- | - | - | - | - | - | - | - | - | - | -- | -- | -- | -- | -- | -- | -- | -- | -- | -- | -- | -- | -- | -- | -- | -- | -- | -- | -- | -- | -- | -- | -- | -- | -- | -- | -- | -- | -- | ------ |
| Doelpunten | 1 | 2 | 2 | 0 | 0 | 1 | 4 | 3 | 1 | 2  | 3  | 1  | 1  | 2  | 2  | 4  | 0  | 4  | 2  | 2  | 3  | 1  | 0  | 1  | 0  | 1  | 2  | 3  | 0  | 0  | 1  | 1  | 2  | 1  | 1  | 1  | 0  | 2  | 57     |

## Mutaties

### Zomer

#### Aangetrokken
| Nr. | Nat. | Naam              | Van             | Type | Contract | Transfersom | Bijzonderheid |
| --- | ---- | ----------------- | --------------- | ---- | -------- | ----------- | ------------- |
| -   | NL   | Ronald Hoek       | Jeugd           | -    | -        | n.v.t.      | -             |
| -   | NL   | Raymond Fafiani   | FC Twente       | -    | -        | n.v.t.      | -             |
| -   | NL   | Anco Jansen       | Jeugd           | -    | -        | n.v.t.      | -             |
| -   | NL   | Stefan Jansen     | SW Bregenz      | -    | -        | n.v.t.      | -             |
| -   | NL   | Santi Kolk        | Excelsior       | -    | -        | n.v.t.      | -             |
| -   | NL   | Etiënne Reijnen   | Jeugd           | -    | -        | n.v.t.      | -             |
| -   | NL   | Ivo Rossen        | Go Ahead Eagles | -    | -        | n.v.t.      | -             |
| -   | NL   | Wesley Zandstra   | ADO Den Haag    | -    | -        | n.v.t.      | -             |
| -   | NL   | Jordy Zuidam      | FC Utrecht      | -    | -        | n.v.t.      | -             |
| -   | NL   | Jurrian IJzebrink | Jeugd           | -    | -        | n.v.t.      | -             |

#### Vertrokken
| Nr. | Nat. | Naam                    | Naar         | Type               | Transfersom | Wed. | Dlpt. |
| --- | ---- | ----------------------- | ------------ | ------------------ | ----------- | ---- | ----- |
| -   | NL   | Murat Acikgoz           | Fethiyespor  | -                  | n.v.t.      | 2    | 0     |
| -   | NL   | Moaad El Aakel          | Gestopt      | -                  | n.v.t.      | 5    | 0     |
| -   | NL   | Tim Janssen             | PSV          | Einde huurcontract | n.v.t.      | 11   | 7     |
| -   | NL   | Frank van der Plaats    | Gestopt      | -                  | n.v.t.      | 1    | 0     |
| -   | NL   | Robert-Jan Ravensbergen | Haarlem      | -                  | n.v.t.      | 75   | 0     |
| -   | NL   | Jelle ten Rouwelaar     | FC Eindhoven | -                  | n.v.t.      | 36   | 0     |
| -   | NL   | Remco Snippe            | Gestopt      | -                  | n.v.t.      | 3    | 0     |
| -   | NL   | Bert Zuurman            | TOP Oss      | -                  | n.v.t.      | 82   | 11    |

#### Statistieken transfers zomer
| Gekochte spelers | Verkochte spelers | Gehuurde spelers | Verhuurde spelers | Spelers terug van verhuurperiode | Spelers einde van huurperiode | Transfervrij aangetrokken spelers | Transfervrij vertrokken spelers | Doorgestroomde jeugdspelers |
| ---------------- | ----------------- | ---------------- | ----------------- | -------------------------------- | ----------------------------- | --------------------------------- | ------------------------------- | --------------------------- |
| 0                | 0                 | 0                | 0                 | 0                                | 1                             | 6                                 | 4                               | 4                           |

### Winter

#### Aangetrokken
| Nr. | Nat. | Naam                     | Van              | Type | Contract     | Transfersom | Bijzonderheid |
| --- | ---- | ------------------------ | ---------------- | ---- | ------------ | ----------- | ------------- |
| -   | NL   | Charlie van den Ouweland | Roda JC Kerkrade | -    | Op huurbasis | n.v.t.      | -             |

#### Vertrokken
| Nr. | Nat. | Naam        | Naar         | Type | Transfersom | Wed. | Dlpt. |
| --- | ---- | ----------- | ------------ | ---- | ----------- | ---- | ----- |
| -   | NL   | Ruud Berger | RKC Waalwijk | -    | n.v.t.      | 38   | 17    |

#### Statistieken transfers winter
| Gekochte spelers | Verkochte spelers | Gehuurde spelers | Verhuurde spelers | Spelers terug van verhuurperiode | Spelers einde van huurperiode | Transfervrij aangetrokken spelers | Transfervrij vertrokken spelers | Doorgestroomde jeugdspelers |
| ---------------- | ----------------- | ---------------- | ----------------- | -------------------------------- | ----------------------------- | --------------------------------- | ------------------------------- | --------------------------- |
| 0                | 0                 | 1                | 0                 | 0                                | 0                             | 0                                 | 1                               | 0                           |